# Fall from the Sky
«Fall from the Sky» (с англ. — «Падение с небес») — песня албанской певицы Арилены Ары. Сингл был выпущен 9 марта 2020 года. Песню сочинили Дарко Димитров и Лазарь Цветковский, и написана Michael Blue, Робертом Стивенсоном и Сэмом Шуммером. В музыкальном плане это поп-баллада с инструментами, включающими скрипки и фортепиано. Песня лирически отсылает к безнадёжному желанию Арилены преодолеть глубокие и запутанные эмоции.
Песня должна была представить Албанию на конкурсе песни Евровидение 2020 в Роттердаме, Нидерланды, до отмены конкурса из-за пандемии COVID-19 и её распространения по всей Европе. Арилена ранее была выбрана в качестве представителя страны после победы в предварительном отборочном конкурсе Festivali i Këngës 58 с албанскоязычной версией песни «Shaj» («Крик»).
Обе версии были встречены благосклонным откликом музыкальных критиков, получивших похвалу за свои композиции и вокальное исполнение Арилены. Сопроводительный лирический клип на песню был официально представлен на YouTube-канале конкурса песни «Евровидение» 10 марта, а окончательно клип был выпущен 11 мая 2020 года. Кадры, на которых Арилена исполняет эту песню на площади матери Терезы в Тиране, Албания, транслировались, в частности, во время серии домашних концертов «Евровидения» 8 мая 2020 года.

## Предыстория и композиция
В 2019 году Арилена Ара была объявлена одной из двадцати конкурсанток, отобранных для участия на национальном отборе Festivali i Këngës 58, конкурсе по определению участника Албании на конкурсе песни «Евровидение-2020». Согласно правилам конкурса, тексты песен участников должны были быть написаны на албанском языке. Арилена приняла участие с песней «Shaj» («Крик»). Авторами музыки стали македонские композиторы Дарко Димитров и Лазар Цветковский, автор слов албанский певец и автор песен Линдон Бериша.

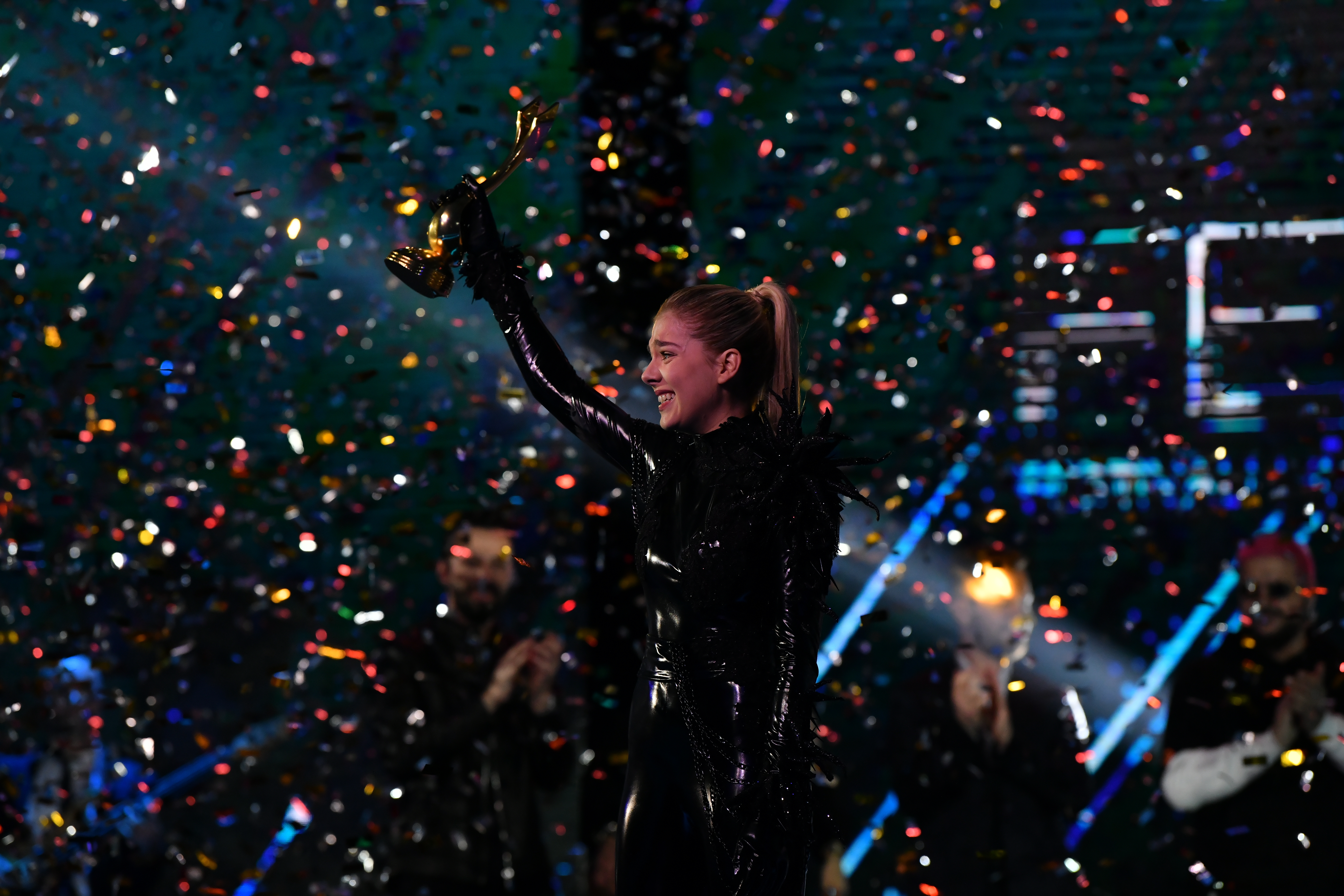
Арилена Ара на Festivali i Kёngёs 58

После победы на национальном отборе Арилена рассказала, что песня «Shaj» изначально пришла к ней на английском языке, и она предвидела возможность ремастеринга песни для своего участия в конкурсе песни «Евровидение». Однако в феврале 2020 года, после нескольких месяцев, проведенных в Лос-Анджелесе, она в конце концов подтвердила всё вышесказанное. «Fall from the Sky» («Падение с неба») было затем раскрыто как название песни через три недели 8 марта 2020 года через пост в социальных сетях.
Песня «Fall from the Sky» («Падение с неба»), длившаяся три минуты и восемь секунд, было написано Michael Blue, Робертом Стивенсоном и Сэмом Шуммером, а также сочинено Дарко Димитровым и Лазарем Цветковским. Как правило, песня представляет собой поп-балладу с инструментовкой, состоящей из традиционных звуков скрипки и фортепиано. Лирически он выражает безнадёжное желание Арилены преодолеть глубокие и запутанные эмоции, которые она не могла забыть.

## Критика
После своего выхода и победы на Festivali i Këngës 58 «Shaj» получил благоприятный отклик от музыкальных критиков. Eurovision.de пишет, что Ирвинг Вольтер назвал эту песню «меланхоличной балладой власти». Марк Сэвидж из BBC высказал мнение, что «она извлекает высокие ноты со всей тонкостью клаксона в шахте лифта», и продолжил восхвалять композицию и вокальное исполнение Арилены. После премьеры ремастированной версии под названием «Fall from the Sky» писатель Wiwibloggs Луис Фустер уточнил, что «песня действительно сохраняет суть „Shaj“; на самом деле она больше похожа на хороший год обновления для Албании». Другой редактор дал песне три звезды из пяти, написав: «песня-это элегантная тема Джеймса Бонда, наполненная драматической театральностью», одновременно восхваляя инструментовку песни.

## Выпуск и продвижение
«Fall from the Sky» был независимо выпущен на цифровых платформах и потоковых сервисах в качестве сингла 9 марта 2020 года. На следующий день на YouTube-канале конкурсе песни «Евровидение» состоялась официальная премьера сопроводительного лирического клипа на эту песню. Официальное музыкальное видео было окончательно выпущено на YouTube на вышеупомянутом канале 11 мая 2020 года. Драматическое видео изображает Арилену в полном одиночестве на белом фоне со слегка голубыми огоньками в трёх разных декорациях, в частности, рядом с пианино, белым деревом и белой птичьей клеткой размером с человека.
Для продвижения своей песни Арилена должна была отправиться в небольшое турне с выступлениями в Амстердаме, Лондоне и Мадриде. Однако тур был отмен`н вместе с отменой конкурса из-за пандемии COVID-19. Кадры, на которых певица впервые исполняет эту песню, были показаны во время её концерта Sounds of Silence на площади матери Терезы в Тиране, 2 мая, а также во время серии домашних концертов Европейского вещательного союза (ЕВС) «Евровидение» 8 мая 2020 года.

## Евровидение 2020

### Festivali i Këngës 58
Национальный вещатель, Radio Televizioni Shqiptar (RTSH), организовал национальный отбор Festivali i Këngës 58 на конкурсе песни «Евровидение-2020» в Роттердаме, Нидерланды. Он открыл период подачи заявок для артистов, групп и композиторов, чтобы представить свои работы в период с 18 мая по 25 сентября 2019 года вещателю. Жюри выбрало 20 участников, принявших участие в национальном отборе. Победителем стала Арилена Ара с албаноязычной версией песни «Shaj», набрав 67 баллов, что дало ей право представить Албанию на конкурсе песни Евровидение 2020. После её победы на конкурсе последовала смешанная реакция, когда несколько человек критиковали сам конкурс и приписывали победу певицы организованному голосованию.

### Роттердам
Конкурс песни «Евровидение-2020», 65-й конкурс песни, должен был состоялся в Роттердаме, Нидерланды, и состоять из двух полуфиналов, которые должны были пройти 12 и 14 мая 2020 года соответственно, и финала, который должен был состояться 16 мая 2020 года. Согласно правилам Евровидения, каждая страна-участница, за исключением принимающей страны и «Большой пятёрки», состоящей из Франции, Германии, Италии, Испании и Великобритании, должна была пройти квалификацию из одного из двух полуфиналов, чтобы побороться за выход в финал. 28 января 2020 года было объявлено, что Албания выступит второй половине 2-го полуфинала конкурса 14 мая 2020 года. Однако 18 марта 2020 года Европейского вещательного союза (ЕВС) объявил об отмене конкурса в связи с пандемией COVID-19 и её распространения по всей Европе. Вскоре после этого Европейского вещательного союза (ЕВС) подтвердил, что предполагаемые заявки на участие в 2020 году не имеют права участвовать в следующем конкурсе в 2021 году.

## Трек-лист

### Цифровая загрузка
1. «Shaj» – 2:57
2. «Fall from the Sky» – 3:08
3. «Fall from the Sky» (караоке-версия) – 3:08

## История выпуска
| Регион  | Дата            | Формат                     | Лейбл       | Ref.   |
| ------- | --------------- | -------------------------- | ----------- | ------ |
| Various | 20 декабря 2019 | Digital download streaming | Independent | [ 34 ] |
| Various | 9 марта 2020    | Digital download streaming | Independent | [ 35 ] |